# South Mills
South Mills – jednostka osadnicza w Stanach Zjednoczonych, w stanie Karolina Północna, w hrabstwie Camden.